# Mount Baker (Antarktika)
Mount Baker ist ein 1480 m hoher Berg in der antarktischen Ross Dependency. Er ragt 10 km östlich des Amphibole Peak und westlich des Gough-Gletschers im südöstlichen Teil der Gabbro Hills nahe dem Südrand des Ross-Schelfeises auf.
Mitglieder einer Mannschaft zur Erkundung des Ross-Schelfeises (1957–1958) unter der Leitung des US-amerikanischen Geophysikers Albert P. Crary (1911–1987) entdeckten ihn. Crary benannte den Berg nach der US-amerikanischen Mykologin Gladys Elizabeth Baker (1908–2007), die bei der zweiten Antarktisexpedition (1933–1935) des Polarforschers Richard Evelyn Byrd an der Identifizierung und Klassifizierung antarktischer Flechten beteiligt war.